# Mariano Nicolás Ruiz
Pour les articles homonymes, voir Nicolás Ruiz.
Mariano Nicolás Ruiz Suásnavar (né le 6 décembre 1857 à San Cristóbal de Las Casas – mort le 7 octobre 1945) est un scientifique mexicain.  